# Cozuelos de Fuentidueña (kommun)
Cozuelos de Fuentidueña är en kommun i Spanien.   Den ligger i provinsen Provincia de Segovia och regionen Kastilien och Leon, i den centrala delen av landet, 110 km norr om huvudstaden Madrid. Antalet invånare är 152.